# Perizoma blandiata
Perizoma blandiata là một loài bướm đêm thuộc họ Geometridae. Loài này có ở hầu hết châu Âu to Trung Á.
Sải cánh dài 19–23 mm. Có một lứa một năm con trưởng thành bay từ the end of tháng 7 đến tháng 8.
Ấu trùng ăn các loài Euphrasia. The larvae can be có ở tháng 7 đến tháng 9. Loài này qua đông dưới dạng nhộng.

## Phụ loài
- Perizoma blandiata blandiata
- Perizoma blandiata perfasciata Prout, 1914 (Hebrides, Isle of Rum, quần đảo Faroe)

## Hình ảnh

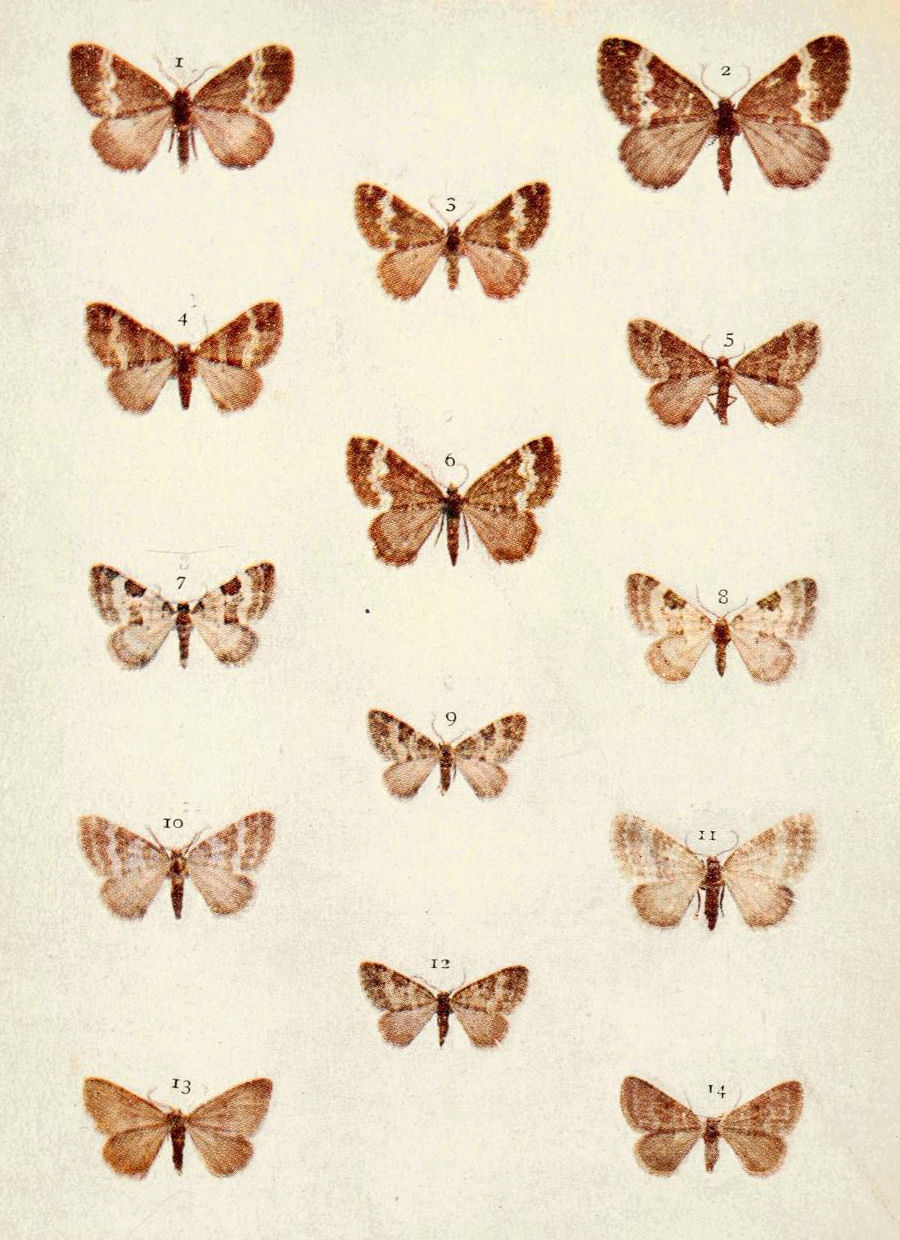